# 漆川梁海戰
漆川梁海戰是發生在1597年8月27日万历朝鲜战争期间，巨济岛海域的一場海戰，交戰雙方為日本水軍與朝鮮水師，最後朝鮮水師覆沒。

## 經過
6月18日朝鮮水師都体察使李元翼命令元均率水師攻擊日本，6月19日元均的艦隊攻打安骨浦與加德島，與日本艦隊發生海戰，元均30艘戰艦被擊沈，艦隊逃回閑山島。
七月初（1597年7月7日）元均再次出擊，為了補給水與物資而登陸加徳島，卻遭受高橋統增、筑紫廣門等部隊的奇袭，再次敗下陣來，元均被都元帥權慄痛斥，並且判刑杖罰。
7月14日、再次從閑山島的本營出擊，15夜晚停留在巨濟島跟漆川島之間的漆川梁。得到消息的日本水軍決定主動出擊，藤堂高虎率領水軍從海上包圍朝鮮水師，而島津義弘和小西行長率陸軍狙擊逃亡的朝鮮士兵，海戰一爆發朝鮮水師便潰不成軍，上千人被斬首數千人跳船逃亡，朝鮮水師的船艦約160隻被日本俘虜，元均、李億祺、崔湖皆戰死，朝鮮水師全軍覆沒，日本獲得海上的控制權。

## 影響
朝鮮水師覆沒，只剩下12艘船；日本水軍從此獲得制海權。

## 日本水軍的編制
水軍
- 藤堂高虎
- 脇坂安治
- 加藤嘉明
- 菅達長

陸上部隊
- 島津義弘
- 小西行長

## 朝鮮水師編制
- 元均：三道水軍統制使・全羅左水使（戰死）
- 裴楔：慶尚右水使（逃走）
- 李億祺：全羅右水使（戰死）
- 崔湖：忠清水使（戰死）